# Laviasa PA-25 Puelche
Лавиаса PA-25 Пуэльче (исп. Laviasa PA-25 Puelche) — аргентинский лёгкий сельскохозяйственный самолёт.  Представляет собой лицензионную копию американского самолёта Piper PA-25 Pawnee.
Используется для авиационных химических работ, также как буксировщик планёров.

## История
Выпускался американским предприятием Piper Aircraft в 1959—1982 гг.
В 1998 году США передали аргентинскому предприятию «Latino Americana de Aviación S.A.» документацию для производства PA-25 Pawnee. Серийный выпуск Puelche был освоен на заводе в Мендосе.
Компанией LAVIASA также был разработан учебно-тренировочный самолёт на базе упомянутой выше машины, получивший обозначение PA-25-235, однако нехватка инвестиций нарушила планы производителя по расширению своих производственных мощностей.
Двухместный PA-25-235 вызвал интерес со стороны ВВС Аргентины, которая рассматривает возможность его применения в качестве замены для учебного самолёта типа Beechcraft B-45 Mentor

## Сотрудничество с FAdeA
В 2011 году Laviasa заключила соглашение о совместном производстве сельскохозяйственного самолёта типа PA-25 El Puelche с FAdeA (Fábrica Argentina de Aviones «Brig. San Martín» S.A.). В рамках соглашения между FAdeA и Laviasa планируется выпустить две модификации Puelche. Обе будут оснащены двигателями Avco-Lycoming O-540-B2 мощностью 260 л.с. (194 кВт).

## Лётно-технические характеристики
- Экипаж: 1
- Запас химикатов: 545 или 568 литров.
- Длина: 7,55 м
- Размах крыльев: 11,02 м
- Высота: 2,19 м
- Площадь крыльев: 17,0 m²
- Вес (пустой): 662 кг
- Вес (максимальный взлётный): 1,317 кг
- Силовая установка: 1 x ПД Lycoming O-540-B2B5, мощность 235 л.с.
- Максимальная скорость: 188 км/ч
- Дальность: 500 км[3]